# Al-Ali
Al-Ali – wieś w Syrii, w muhafazie Dajr az-Zaur. W 2004 roku liczyła 3031 mieszkańców.